# Jacek Levernes

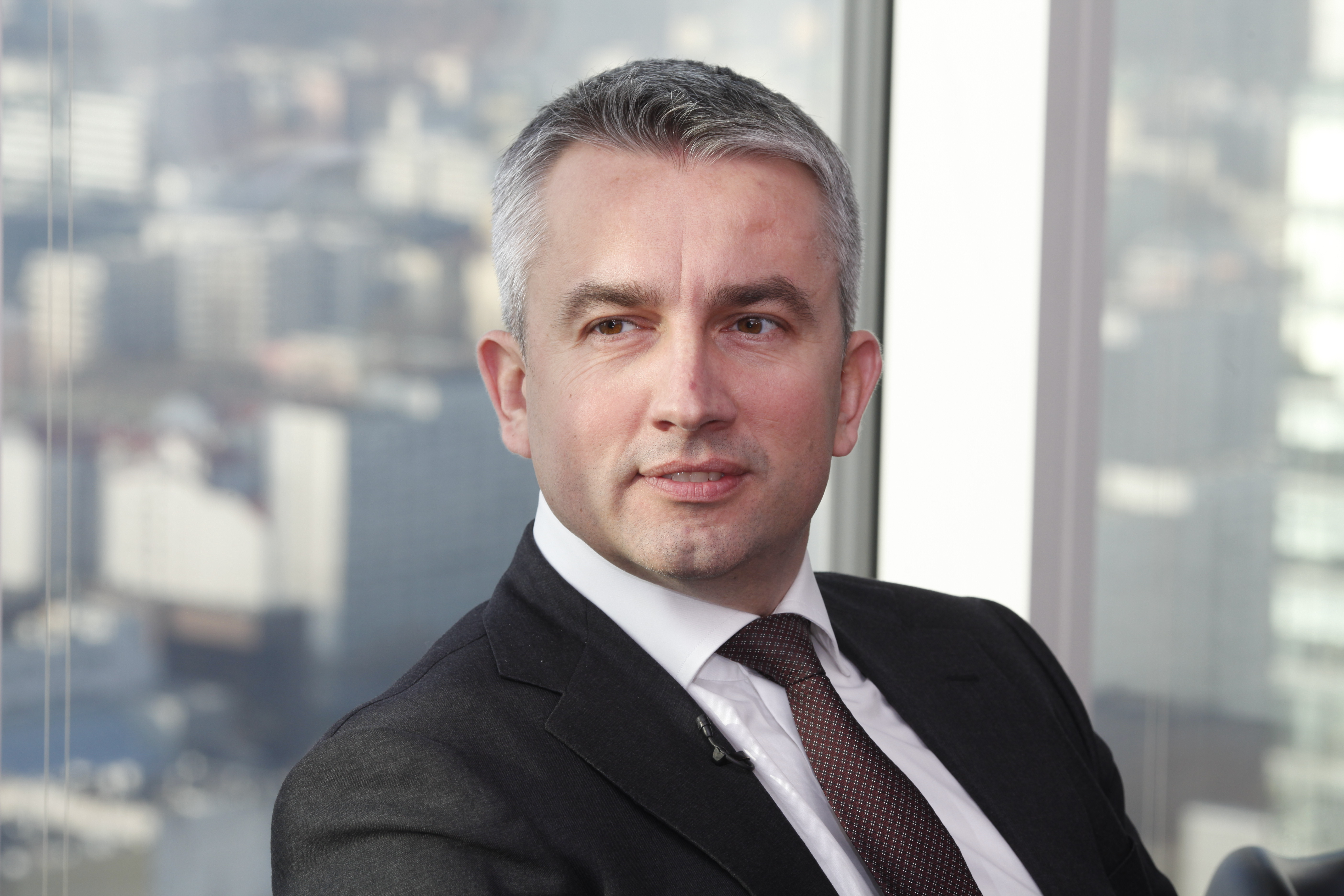
Jacek Levernes

Jacek S. Levernes (ur. 10 marca 1973 we Wrocławiu) – polski menedżer, biznesmen i inwestor.

## Wykształcenie
Jacek Levernes studiował na Indiana University, który w roku 1996 ukończył z tytułem Bachelor of Science ze specjalizacjami Finanse, Zarządzanie i Biznes Międzynarodowy. Studiował także na Narodowym Uniwersytecie Singapuru, w Norweskiej Szkole Ekonomicznej (NHH), gdzie ukończył studia magisterskie z ekonomii i finansów, oraz na INSEAD, gdzie odbył studia podyplomowe.

## Kariera
Karierę rozpoczął w 1996 roku w firmie Baxter International (Deerfield, Illinois, USA), w której, w 2001 roku, został Dyrektorem ds. Strategii i Rozwoju CEE & MEA (Europa Środkowo-Wschodnia, Bliski Wschód i Afryka). W 2003 roku został partnerem w firmie IP Advisory (Zurych, Szwajcaria), gdzie doradzał klientom z różnych sektorów, w tym private equity, inwestującym w Polsce i Europie Wschodniej.
W roku 2005 rozpoczął pracę w Hewlett-Packard we Wrocławiu. W latach 2005–2007 był Dyrektorem ds. Kluczowych Klientów Światowych w HP Services, w której zajmował się integracją i turnaround operacji z Polski, Kostaryki, Indii i Chin dla Procter & Gamble. Od 2007 do 2010 był prezesem zarządu HP Global e-Business Operations. W 2010 roku przedsiębiorstwo to otrzymało, przyznawaną przez PAIiIZ, nagrodę w kategorii inwestycji, która wygenerowała najwięcej miejsc pracy, oraz, w 2011 roku, nagrodę przyznaną przez Shares Services & Outsourcing Network (SSON) za tworzenie wartości (kategoria Excellence in Value Creation). W latach 2010–2015 pełnił funkcję wiceprezesa GBS EMEA (Europa, Bliski Wschód, Afryka). W latach 2011–2015 był także wiceprezesem i członkiem zarządu HP EMEA (Europa, Bliski Wschód, Afryka).
Od 2015 roku pełni funkcję CEO w Finteco Holding, mieszczącym się w Luksemburgu wehikule inwestycyjnym zajmującym się budowaniem, grupowaniem i kontrolowaniem firm dostarczających wyspecjalizowane usługi dla podmiotów z Europy, w tym Polski, a od 2016 roku zarządza wehikułem inwestycyjnym Cornerstone Partners, według założeń którego ma powstać „polski lider na skalę europejską w zaawansowanych usługach biznesowych”.

### Związek Liderów Sektora Usług Biznesowych w Polsce (ABSL)
W 2009 roku Jacek Levernes był współzałożycielem Związku Liderów Sektora Usług Biznesowych w Polsce (ABSL), organizacji zrzeszającej ponad 180 działających w Polsce globalnych korporacji sektora usług biznesowych. Od tego samego roku jest jej prezesem. 20 listopada 2009 roku Levernes był sygnatariuszem deklaracji współpracy między ABSL, Ministerstwem Gospodarki oraz Polską Agencją Informacji i Inwestycji Zagranicznych, której celem było budowanie korzystnych warunków gospodarczych i prawnych dla powstawania nowych inwestycji i rozwoju sektora nowoczesnych usług biznesowych w Polsce.
Podczas pełnienia przez Levernesa stanowiska prezesa powstały wydarzenia cykliczne, m.in.: Doroczna Konferencja ABSL (podczas tych konferencji mówcami byli: Madeleine Albright (2014), Tony Blair (2015), Condoleezza Rice (2016), Jacek Rostowski, Lech Wałęsa, Marek Belka, Jan Krzysztof Bielecki, Jerzy Hausner i Mateusz Morawiecki) oraz Międzynarodowa Konferencja ABSL, którą Związek organizuje w partnerstwie z Bloomberg